# Bjarne Andersson
Bjarne Lennart Andersson (Motala, 28 aprile 1940 – Mora, 11 agosto 2004) è stato un fondista svedese.

## Palmarès

### Olimpiadi invernali
- Argento a Grenoble 1968 nella staffetta 4 × 10 km.